# Internationaal Verbond van Vrije Vakverenigingen
Het Internationaal Verbond van Vrije Vakverenigingen (IVVV) was een internationale confederatie van vakbonden. De internationale benamingen van het IVVV waren International Confederation of Free Trade Unions (ICFTU), Confédération Internationale des Syndicats Libres (CISL) en Confederación Internacional de Organizaciones Sindicales Libres (CIOSL). De hoofdzetel was gevestigd in Brussel. 

## Missie
Het IVVV was een internationale koepelvereniging voor vakbonden en vakcentrales. Ze stelde vrijheid van denken en spreken, sociale rechtvaardigheid, tewerkstelling en democratie centraal.

## Geschiedenis
Het IVVV is ontstaan uit vakbonden die grotendeels deel uitmaakten van het vooroorlogse Internationaal Vakverbond. Vele waren van sociaaldemocratische strekking. De meeste van die vakorganisaties richtten in 1945 samen met communistisch georiënteerde vakbonden het Wereldvakverbond (WVV) op. 
Al in 1947 ontstonden er spanningen binnen het WVV over het Marshallplan dat de Verenigde Staten dat jaar aankondigden. De vakorganisaties onder communistische leiding verwierpen het plan. Andere, vooral de Amerikaanse en Britse, waren voor. 
De grootste Amerikaanse vakbond, de American Federation of Labor (AFL), die zelf geen deel uitmaakte van het WVV, organiseerde in maart 1948 een conferentie in Londen met de organisaties die achter het Marshallplan stonden. In juli 1949 stapten het Britse TUC, het Amerikaanse CIO en het Nederlandse NVV uit het WVV, gevolgd door de meeste andere Europese vakbonden. Op 7 december 1949 richtten ze op een congres in Londen het IVVV op. Op dat stichtingscongres werden Paul Finet uit België en Jacobus Hendrik Oldenbroek uit Nederland gekozen tot respectievelijk voorzitter en secretaris-generaal. 
De sterk anticommunistische AFL, die ook tot de stichters behoorde, zorgde voor veel financiële steun. Later zou bekend worden dat de Amerikaanse inlichtingendienst CIA achter de schermen de splitsing had aangemoedigd. 
Aanvankelijk bundelde het IVVV vakbonden uit 53 landen, die samen 48 miljoen leden telden. Door de toetreding van organisaties uit Azië en Afrika nam dat aantal daarna nog sterk toe; De Amerikaanse vakbonden (intussen verenigd in de AFL-CIO) stapten in 1969 uit het IVVV, om twintig jaar later terug te keren. Vanaf 1990 traden ook vakbonden uit het voormalige Oostblok toe, die voordien tot het WVV hadden behoord. De Poolse vrije vakbond Solidarność sloot zich zowel bij het IVVV aan als bij het christelijk georiënteerde Wereldverbond van de Arbeid (WVA). Dit leidde binnen het IVVV tot een toenadering tot het WVA.
Op 1 november 2006 smolt het IVVV met het WVA samen tot het Internationaal Vakverbond (IVV), 's werelds grootste vereniging van vakbewegingen.

## Structuur

### Bestuur
De vicevoorzitter van het IVVV was Paul Debunne. 
Een financieel directeur was de heer André Dewil (Oplinter 1938 - Tienen 2022).
| Tijdspanne  | Voorzitter               |
| ----------- | ------------------------ |
| 1949 - 1951 | Paul Finet (ABVV)        |
| 1951 - 1953 | Vincent Tewson (TUC)     |
| 1953 - 1957 | Omer Becu (ABVV)         |
| 1957 - 1965 | Arne Geijer (LO)         |
| 1965 - 1972 | Bruno Storti (CISL)      |
| 1972 - 1974 | Donald MacDonald (CLC)   |
| 1975 - 1992 | Palayil Narayanan (MTUC) |
| 1992 - 2000 | Roy Trotman (BWU)        |
| 2000 - 2004 | Fackson Shamenda (ZCTU)  |
| 2004 - 2006 | Sharan Burrow (ACTU)     |

| Tijdspanne  | Secretaris-generaal      |
| ----------- | ------------------------ |
| 1949 - 1960 | Jacobus Oldenbroek (NVV) |
| 1960 - 1967 | Omer Becu (ABVV)         |
| 1967 - 1972 | Harm Buiter (NVV)        |
| 1972 - 1982 | Otto Kersten (DGB)       |
| 1982 - 1992 | John Vanderveken (ABVV)  |
| 1992 - 1995 | Enzo Friso (CISL)        |
| 1995 - 2001 | Bill Jordan (TUC)        |
| 2001 - 2006 | Guy Ryder (TUC)          |

### Organisatie

#### Regionale organisaties
Het IVVV had drie grote regionale organisaties voor Afrika, Azië en het Amerikaanse continent. Het werkte verder nauw samen met het Europees Verbond van Vakverenigingen (EVV) en specifieke internationale beroepsverenigingen.
| Continent | Regionale organisatie |
| --------- | --------------------- |
| Afrika    | ORAF                  |
| Amerika   | ORIT                  |
| Azië      | APRO                  |

#### Congressen[3]
Het congres was het hoogste orgaan van het IVVV en kwam minstens elke vier jaar bijeen. Het hield zich bezig met de ideologische lijn die de organisatie moest volgen en sprak zich uit over de benoemingen voor het uitvoerend bureau en de secretaris-generaal en over de activiteiten van de regionale organisaties.
| Periode                       | Locatie                     |
| ----------------------------- | --------------------------- |
| 28 november - 7 december 1949 | Londen, Verenigd Koninkrijk |
| 4 - 12 juli 1951              | Milaan, Italië              |
| 4 - 11 juli 1953              | Stockholm, Zweden           |
| 20 - 28 mei 1955              | Wenen, Oostenrijk           |
| 4 - 13 juli 1957              | Tunis, Tunesië              |
| 3 - 11 december 1959          | Brussel, België             |
| 5 - 13 juli 1962              | Berlijn, BRD                |
| 7 - 16 juli 1965              | Amsterdam, Nederland        |
| 2 - 8 juli 1969               | Brussel, België             |
| 10 - 14 juli 1972             | Londen, Verenigd Koninkrijk |
| 17 - 25 oktober 1975          | Mexico-Stad, Mexico         |
| 19 - 23 november 1979         | Madrid, Spanje              |
| 23 - 30 juni 1983             | Oslo, Noorwegen             |
| 14 - 18 maart 1988            | Melbourne, Australië        |
| 17 - 24 maart 1992            | Caracas, Venezuela          |
| 25 - 29 juni 1996             | Brussel, België             |
| 3 - 7 april 2000              | Durban, Zuid-Afrika         |
| 5 - 10 december 2004          | Miyazaki, Japan             |
| 31 oktober 2006               | Wenen, Oostenrijk           |

#### Deelnemende organisaties
Het IVVV telde 225 aangesloten vakbonden en vakcentrales uit 148 landen (augustus 2002 en vertegenwoordigde 157 miljoen werknemers verspreid over de 6 continenten. De aangesloten vakcentrales uit België en Nederland waren: het Algemeen Belgisch Vakverbond (ABVV), de Algemene Centrale der Liberale Vakbonden van België (ACLVB) en de Federatie Nederlandse Vakbeweging (FNV).